# Годхард фон Шварценберг
Годхард (Готфрид) фон Шварценберг (на немски: Godhard (Gottfried) Freiherr fon Schwarzenberg; † януари 1579, Дюселдорф) от род Зайнсхайм, е фрайхер на Шварценберг.

## Произход
Той е вторият син на фрайхер Вилхелм I фон Зайнсхайм (1486 – 1526) и съпругата му графиня Катарина Вилхелмина фон Неселроде († 1567), дъщеря на Вилхелм фон Неселроде цу Щайн († 1504) и Елизабет фон Биргел, наследничка на Рат и Бовенсберг († 1532). По-големият му брат фрайхер Вилхелм II/III фон Шварценберг († 1557/1558) е убит в битка при Сен-Кантен и е баща на Адолф фон Шварценберг (1551 – 1600), издигнат на имперски граф на 5 юни 1599 г.

## Фамилия
Годхард (Готфрид) се жени на 14 юни 1565 г. за Анна фон Метерних († пр. 7 март 1619), наследничка на Райнхартщайн, дъщеря на Вилхелм фон Метерних-Райнхартщайн († 1578) и Анна фон Насау, наследничка на Райнхардщайн († сл. 1570/1578). Бракът е бездетен.